# دیک تول
دیک تول (هلندی: Dick Tol; ۲۱ اوت ۱۹۳۴ – ۱۳ دسامبر ۱۹۷۳) بازیکن فوتبال اهل هلند بود.